# Charles Mitchell and Company
Charles Mitchell and Company war eine Schiffswerft in Newcastle. Das Unternehmen bestand von 1852 bis zur Fusion mit dem Schwerindustrieunternehmen William Armstrong im Jahr 1882.

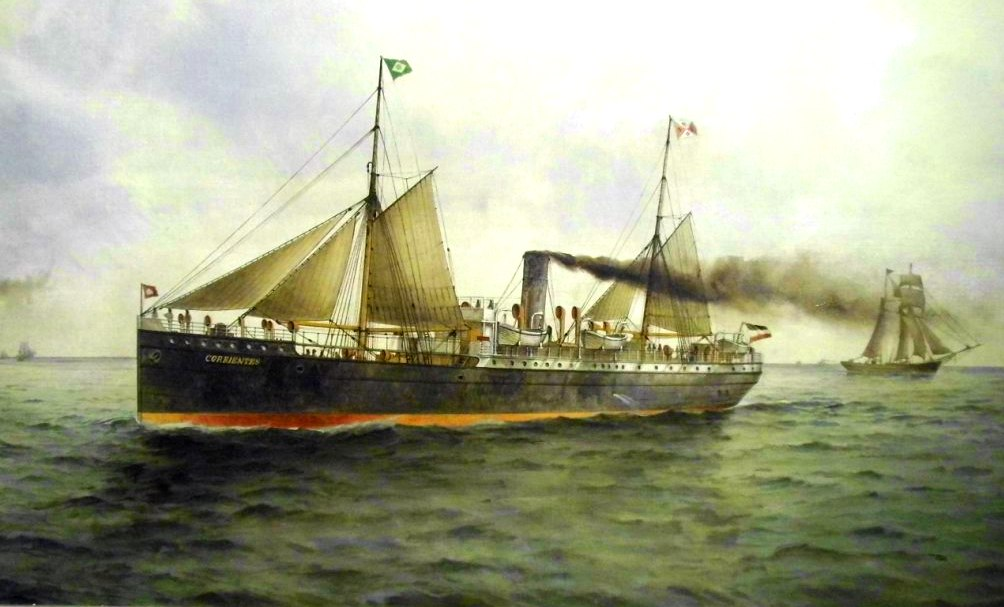
Die 1881 in Dienst gestellte Corrientes wurde auf der Mitchell Werft für die Hamburg Süd erbaut (Gemälde von H. Petersen)

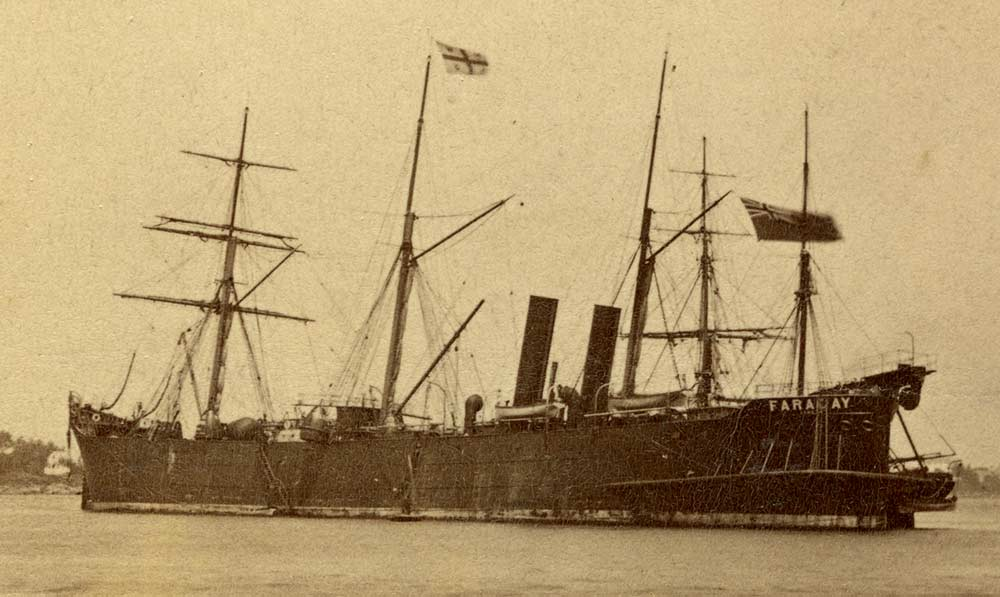
Der Kabelleger Faraday wurde auf dieser Werft nach einem Entwurf der Siemens-Brüder gebaut

## Geschichte
Der Unternehmensgründer Charles Mitchell wurde am 20. Mai 1820 in Aberdeen geboren. Seine Lehrzeit absolvierte er bei der Werft Simpson and Company, bevor im September 1842 eine Arbeitsstelle bei der Newcastler Werft John H. S. Coutts antrat. Dort arbeitete er bis 1844 und zog dann zunächst nach London, um später einige Jahre auf Reisen zu verbringen.
1852 kehrte Charles Mitchell nach Newcastle zurück, wo er neben der Coutts-Werft in Low Walker einen eigenen Schiffbauplatz errichtete. Das erste dort gebaute Schiff war der für den Australienhandel bestimmte Küstenfrachter Havilah, der im Februar 1852 zu Wasser gelassen werden konnte. Ein weiteres nennenswertes Schiff von Mitchell war die in deutschem Auftrag gebaute Hesperus. Nach ihrer Fertigstellung im Jahr 1854 wurde sie von der Admiralität übernommen und mit einer Ladung Eisenbahnschienen für den Krimkrieg in Fahrt gesetzt. Zwei Jahre darauf erfolgte mit dem einzigen dreifachen Stapellauf an einem Tag ein niemals wiederholtes Ereignis am Fluss Tyne. 1858 fertigte die Werft Bausätze für zwei Schraubendampfer, die unter der Bauaufsicht von Mitchells Schwager Charles S. Swan an der Wolga zusammengebaut wurden. 1864 wurde Mitchells zweiter Schwager, Henry F. Swan, nach St. Petersburg gesandt, um dort den Bau von fünf kleinen Kriegsschiffen zu beaufsichtigen. Zu dieser Zeit erhielt die Werft zahlreiche Bauaufträge aus Russland.
Die Werft baute 1867 das erste britische Kanonenboot, die Staunch, der bis 1881 bei Mitchell 27 vergleichbare Boote der Ant-Klasse folgten.
Für die Verlegung von 5000 Meilen Seekabel orderte die Hooper Telegraph Company 1873 bei Mitchell den Kabelleger Hooper. Das in nur 100 Tagen gebaute Schiff hatte eine Wasserverdrängung von 4935 BRT und war damit beim Bau der zweitgrößte Kabelleger weltweit. Ein weiterer bekannter Kabelleger, die Faraday, wurde in den Jahren 1874 von William Froude auf dieser Werft nach einem Entwurf der Siemens-Brüder gebaut. Die Schiffstaufe erfolgte durch die Frau von Wilhelm Siemens.
Ein ganz anderes Arbeitsgebiet stellte das 1877 für die niederländische Regierung erbaute Schwimmdock mit 1000 Tonnen Tragfähigkeit dar. Es wurde nach seiner Fertigstellung nach Java geschleppt. Den Hauptanteil des Orderbuchs dieses Jahres stellten die 16 Trampschiffe für verschiedene britische Reedereien dar.
Nach 450 gebauten Schiffen schloss sich Mitchell 1882 mit William Armstrong zusammen, deren gemeinsames Unternehmen bis 1897 als Armstrong, Mitchell and Company firmierte.